# Епархия Эль-Вихии — Сан-Карлоса-дель-Сулии
Епархия Эль-Вихии — Сан-Карлоса-дель-Сулии (лат. Dioecesis Vigilantis-Sancti Caroli Zuliensis) — епархия Римско-католической церкви с центром в городе Эль-Вихия, Венесуэла. Епархия Эль-Вихии — Сан-Карлоса-дель-Сулии входит в митрополию Маракайбо. Кафедральным собором епархии Эль-Вихии — Сан-Карлоса-дель-Сулии является церковь Божьей Матери Неустанной Помощи.

## История
7 июля 1994 года Папа Римский Иоанн Павел II издал буллу «Sacrorum Antistites», которой учредил епархию Эль-Вихии — Сан-Карлоса-дель-Сулии, выделив её из епархии Кабимаса и архиепархий Маракайбо и Мериды.

## Ординарии епархии
- епископ Уильям Энрике Дельгадо Силва (14.04.1999 — 26.07.2005), назначен епископом Кабимаса;
- епископ Хосе Луис Асуахе Аяла (15.07.2006 — 30.08.2013), назначен епископом Баринаса;
- епископ Хуан де Диос Пенья Рохас (с 17 апреля 2015 года).